# Culann Patera
La Culann Patera è una struttura geologica della superficie di Io.